# Cocal dos Alves
Cocal dos Alves est une municipalité brésilienne située dans l'État du Piauí.